# Liga Colombiana de Fútbol Sala 2024-I
La Liga Colombiana de Fútbol Sala llamada por motivos de patrocinio cómo Liga BetPlay de Fútsal 2024-I es la vigésimo tercera (23a.) versión de la Liga Colombiana de Fútbol Sala que inició el día 9 de marzo de 2024 y terminó el 30 de julio de 2024.

## Sistema de juego
El campeonato se jugará en cinco (5) fases
- I Fase (Fase de grupos): En la I fase de la liga BetPlay Futsal 2024, los treinta y dos (32) equipos se dividirán en cuatro (4) grupos compuestos por ocho (8) equipos cada uno. La distribución de los grupos la realizará la FCF, conforme a criterios objetivos y razonables, en los cuales primará la ubicación geográfica de los clubes.

- II Fase (Octavos de final): Los dieciséis (16) equipos que resulten clasificados de la I Fase, jugarán la II Fase, para lo cual se conformarán ocho (8) llaves de dos (2) equipos cada una. Cada llave de la II Fase se disputará en dos (2) partidos de ida y vuelta.

- III Fase (Cuartos de final): La III Fase la disputarán los ocho (8) equipos que resulten clasificados de la II Fase, para lo cual se conformarán cuatro (4) llaves de dos (2) equipos cada una, los cuales se enfrentarán a doble partido (ida y vuelta).

- IV Fase (Semifinal): Los cuatro (4) equipos que resulten clasificados de la III Fase, jugarán la IV Fase (Semifinales), para lo cual se conformarán dos (2) llaves de dos (2) equipos cada una, los cuales se enfrentarán a doble partido (ida y vuelta) y el ganador de cada llave pasará a la final.

- V Fase (Final): Los dos (2) equipos que resulten clasificados de la IV Fase, jugarán la V Fase (Final), para lo cual se enfrentarán a doble partido (ida y vuelta) y el ganador será el campeón de la competencia que se esté disputando, Liga BetPlay Futsal 2024-I.

## Novedades
Atlético Dorada Futsal regresa a la competencia en la edición 2024, ES Futsal cambió su nombre a Alpha F.C para esta edición y Llaneros F.C se estrena en la liga.

## Equipos participantes
| Equipo                          | Departamento       | Ciudad               | Coliseo                           |
| ------------------------------- | ------------------ | -------------------- | --------------------------------- |
| Academia Central Cajicá         | Cundinamarca       | Cajicá               | Fortaleza de Piedra               |
| Alpha F.C                       | Risaralda          | Dosquebradas         | Municipal Dosquebradas            |
| Atlético Cauca                  | Cauca              | Popayán              | Tulcan                            |
| Atlético Dorada Futsal          | Caldas             | La Dorada            | Ventura Castillo                  |
| Club Atlético Santander         | Santander          | Floridablanca        | Álvaro Gómez Hurtado              |
| Club Baby Soccer                | Tolima             | Ibagué               | La Fe en Dios                     |
| C.D. Buenaventura Futsal        | Valle del Cauca    | Buenaventura         | Roberto Lozano Batalla            |
| C.D. El Carmen de Viboral       | Antioquia          | El Carmen de Viboral | Municipal de El Carmen de Viboral |
| C.D. Leones de Nariño de Fútbol | Nariño             | Pasto                | Sergio Antonio Ruano              |
| C.D. Lyon de Cali               | Valle del Cauca    | Cali                 | Miguel Calero                     |
| Club D'Martin F.C               | Cundinamarca       | Madrid               | Coliseo Cubierto de Madrid        |
| C.D. Utrahuilca                 | Huila              | Neiva                | Álvaro Sánchez Silva              |
| Club Sabaneros F.C              | Sucre              | Sincelejo            | Las Delicias                      |
| Corporación Real Antioquia      | Antioquia          | Bello                | Tulio Ospina                      |
| Cúcuta Futsal F.C               | Norte de Santander | Cúcuta               | Toto Hernández                    |
| Deportivo Meta H & H            | Meta               | Villavicencio        | Álvaro Mesa Amaya                 |
| Deportivo Sanpas                | Boyacá             | Tunja                | Irdet                             |
| Fundación Inter de Cartagena    | Bolívar            | Cartagena            | Norton Madrid                     |
| Futsal Rionegro                 | Antioquia          | Rionegro             | Iván Ramiro Córdoba               |
| Generaciones de Bolívar 90      | Bolívar            | Santa Rosa del Sur   | Centro de Alto Rendimiento        |
| Gremio Samario                  | Magdalena          | Santa Marta          | Coliseo del Buen Vivir            |
| Icsin F.C.                      | Valle del Cauca    | Yumbo                | Carlos Alberto Bejarano Castillo  |
| Independiente Barranquilla      | Atlántico          | Barranquilla         | Sugar Baby Rojas                  |
| Llaneros F.C.                   | Meta               | Villavicencio        | Campus Primer Tiempo              |
| Real Bucaramanga                | Santander          | Bucaramanga          | Vicente Díaz                      |
| Saeta                           | Cundinamarca       | Bogotá D.C.          | Cayetano Cañizares                |
| Santa Marta Beach Soccer        | Magdalena          | Santa Marta          | Coliseo del Buen Vivir            |
| Sport Team Club                 | Cundinamarca       | Bogotá D.C.          | Cayetano Cañizares                |
| Tigres del Quindío              | Quindío            | Armenia              | Coliseo del Sur                   |
| Universidad de Manizales        | Caldas             | Manizales            | Ramón Marín Vargas                |
| Universidad Sergio Arboleda     | Cundinamarca       | Bogotá D.C.          | Cayetano Cañizares                |
| Leones F.C                      | Antioquia          | Itagüí               | El Cubo                           |

## Fase de grupos
Los equipos se dividen en 4 grupos de 8 equipos agrupados según su ubicación geográfica. Los equipos jugarán una ronda de todos contra todos.
Los grupos están divididos de la siguiente manera: